# Slepák květinový
Slepák květinový (Ramphotyphlops braminus) je had z čeledi slepákovitých, který se vyskytuje převážně v Africe a Asii, ale byl zavlečen i do mnoha jiných částí světa. 

## Popis
Je relativně malý a vzhledem podobný žížale. Na délku může dosáhnout až 16 cm. Díky dlouhému, štíhlému tělu,  širokému jen několik milimetrů, dokáže bez problémů pronikat malými otvory a štěrbinami.

## Rozmnožování
Tento druh je partenogenetický a všechny známé exempláře byly samice. Ty po dosažení dospělosti kladou vejce, z kterých se líhnou další samice - klony matky.